# Panorpa pura
Panorpa pura is een insect uit de orde van de schorpioenvliegen (Mecoptera), familie van de schorpioenvliegen (Panorpidae). De wetenschappelijke naam van de soort is voor het eerst geldig gepubliceerd door Klapálek in 1906.
De soort komt voor in het Palearctisch gebied.